# Série d'éléments de métadonnées agricoles
La Série d’éléments de métadonnées agricoles (en anglais : Agricultural Metadata Element Set ou AgMES) englobe tous les aspects des standards sémantiques dans le domaine de l’agriculture pour ce qui concerne la description, la découverte de ressources, l’interopérabilité et l’échange de données pour les différents types de ressources d’information. AgMES comme espace de noms est conçu pour inclure des extensions spécifiques du domaine de l’agriculture pour les termes et les raffinements qui proviennent d’espaces de noms de métadonnées normalisés comme Dublin Core, AGLS etc.
AgMES est développée par l’Organisation des Nations unies pour l'alimentation et l'agriculture (FAO, basée à Rome) pour la description et la découverte de ressources d'information agricoles.
AgMES fournit un ensemble d’éléments de données qui peuvent être utilisés pour décrire tous les types de ressources d'information dans les domaines de l’agriculture, de la sylviculture, de la pêche, de la sécurité alimentaire et d’autres domaines associés.
Il y a de nombreux autres schémas de métadonnées pour les différents types de ressources d'information. La liste suivante contient quelques exemples :
- Objets d’information ressemblant à des documents (DLIOs) : Dublin Core, Set d’Éléments de Métadonnées Agricoles (AgMES) ;
- Événements : (en) VCalendar ;
- Informations géographiques et régionales : informations géographiques - Métadonnées[2] ;
- Personnes : Friend-of-a-friend (FOAF), VCard ;
- Production et protection des plantes : Darwin Core (1.0 et 2.0) (DwC).

AgMES comme espace de noms est conçu pour inclure des étendues spécifiques du domaine de l’agriculture pour les termes et les raffinements qui proviennent d’espaces de noms de métadonnées standardisés comme Dublin Core, AGLS, etc. Ainsi pour être utilisé pour les DLIOs (publications, articles, livres, sites Internet, papiers, etc.) il devra être utilisé conjointement avec les espaces de noms standardisés mentionnés auparavant. L’initiative d’AgMES s’efforce à accomplir une meilleure interopérabilité entre les ressources d’information dans le domaine agricole en produisant des moyens pour l’échange d’information.
La description d’un DLIO avec AgMES signifie exposer ses caractéristiques et ses contenus principaux de façon standardisée pour l’utiliser facilement dans n’importe quel système informatique.
L’augmentation du numéro d’institutions et organisations dans le domaine agricole qui utilisent AgMES pour décrire leur DLIOs, rendra plus facile l’échange de données parmi les systèmes informatiques comme les bibliothèques digitales et d’autres récoltes d’information agricole.

## Utilisation d’AgMES
Les métadonnées sur les DLIOs peuvent être créées et conservées en différents formats :
- insérées dans un site web (comme pour le « méta tag » HTML) ;
- dans une base de données de métadonnées séparée ;
- dans un fichier XML ;
- dans un fichier RDF.

AgMES définit les éléments qui peuvent être utilisés pour décrire un DLIO qui pourra être utilisé avec d’autres normes de métadonnées comme Dublin Core et Australian Government Locator Service. Une liste complète de tous les éléments, les raffinements et les projets soutenus par AgMES est disponible sur le site Internet AgMES.

### Création des profils d’application
(en) Les profils d’application sont définis comme des schémas qui consistent en éléments de données tirés d’un ou plusieurs espaces de noms, combinés par les implémenteurs et optimisés pour une application locale spécifique. Les profils d’application partagent les quatre caractéristiques suivantes :
- Ils se réfèrent aux séries existantes des normes de définitions de métadonnées pour extraire des éléments qui soient appropriés sous le point de vue de l’application et des qualités requises.
- Un profil d’application ne peut pas créer de nouveaux éléments.
- Les profils d’application montrent les détails spécifiques d’une application comme les schémas ou les (en) vocabulaires contrôlés. Un profil d’application contient aussi des informations comme le format de la valeur de l’élément, la cardinalité et le type de données.
- Enfin, un profil d’application peut raffiner des définitions standardisées s’il est « sémantiquement plus spécifique ou plus générique ». Cette capacité des profils d’application est très utile quand on a besoin d’une terminologie spécifique pour un domaine qui remplace une terminologie plus générale.

### Modèle d’un profil d’application d’AgMES
- Le Profil d’Application d’AGRIS[6] est une norme créée spécialement pour améliorer la description, l’échange et la recherche de DLIOs agricoles. C’est un format qui permet de partager les informations à travers systèmes informatiques dispersés et se base sur des normes de métadonnées bien connues et acceptées.
- Le Profil d’Application d’Evénement[7] est une norme créée pour permettre aux membres de la communauté agricole de « savoir » d’un événement prochain et les guider vers le site Internet de l’événement où ils pourront trouver plusieurs informations. Toutefois les informations communiqués sont encore peu intéropérables entre les domaines et les organisations.

## L’Instrument de métadonnées d’AgMES
L’instrument de métadonnées AgMES produit des métadonnées conformes à AgMES pour les pages Internet et d’autres ressources ressemblant à des documents.
Quand on est satisfait avec le contenu de chaque élément, l’on peut couper et coller les métadonnées générées dans la section <head> de son fichier <HTML>.
Cet instrument vous permet aussi de récolter des métadonnées existantes d’une page Internet pour des révisions successives.

## AgMES et le Web sémantique
Un des avantages du schéma des métadonnées AgMES est la capacité de communiquer entre (en) l’élément de métadonnées et (en) vocabulaires contrôlés. L’utilisation des vocabulaires contrôlés fournit à l’indexeur un ensemble « connu » d’options sur les modalités de compilation du champ. Souvent les valeurs peuvent être obtenues d’un thésaurus spécifique (par exemple AGROVOC) ou des schémas de classification (par exemple le schéma de classification AGRIS/CARIS), etc.
Grâce à la possibilité d’utiliser les vocabulaires contrôlés pour les éléments de métadonnées, l’utilisateur est fourni avec les informations les plus précises. Dans ce contexte, le travail est aussi réalisé sur le fait d’exploiter le pouvoir des vocabulaires contrôlés exprimé en utilisant URI et la sémantique « comprise » par les machines. Dans ce contexte FAO encourage l’initiative du Service d'Ontologie Agricole (AOS) avec l’objectif d’exprimer plus de sémantique dans AGROVOC, le thésaurus traditionnel, et construire le Serveur de Concept Agricole comme une récolte dont l’on pourra toujours extraire des KOS traditionnels.